# Omphaletis
Omphaletis is een geslacht van vlinders van de familie Uilen (Noctuidae).

## Soorten
- O. acontoura Lower, 1915
- O. ethiopica Hampson, 1909
- O. florescens Walker, 1856
- O. heliosema Lower, 1902
- O. melodora Lower, 1902
- O. metaneura Lower, 1908
- O. passalota Turner, 1909
- O. petrodora Lower, 1902
- O. sarcomorpha Lower, 1902
- O. spodochroa Lower, 1915